# D'Artagnan e i tre moschettieri
D'Artagnan e i tre moschettieri (The Three Musketeers) è un film del 1939 diretto da Allan Dwan.
È una commedia d'avventura a sfondo musicale statunitense con Don Ameche, i Ritz Brothers e Binnie Barnes. È basato sul romanzo del 1844 I tre moschettieri di Alexandre Dumas (padre).

## Produzione
Il film, diretto da Allan Dwan su una sceneggiatura di M.M. Musselman, William A. Drake e Sam Hellman con il soggetto di Dumas, fu prodotto da Raymond Griffith per la Twentieth Century Fox Film Corporation e girato nei 20th Century Fox Studios a Century City, Los Angeles, in California. Il titolo di lavorazione fu One for All.

## Colonna sonora
- Song of the Musketeers (1939) - musica di Samuel Pokrass, parole di Walter Bullock, cantata da Don Ameche e dai Ritz Brothers
- My Lady (1939) - musica di Samuel Pokrass, parole di Walter Bullock, cantata da Don Ameche
- Voila (1939) - musica di Samuel Pokrass, parole di Walter Bullock, cantata da Don Ameche
- Chicken Soup (Plucking Song) (1939) - musica di Samuel Pokrass, parole di Walter Bullock, cantata dai Ritz Brothers

## Distribuzione
Il film fu distribuito con il titolo The Three Musketeers negli Stati Uniti dal 17 febbraio 1939 al cinema dalla Twentieth Century Fox Film Corporation.
Altre distribuzioni:
- in Francia il 22 marzo 1939 (Les trois louf'quetaires)
- in Finlandia il 9 aprile 1939 (Kolme väärää muskettisoturia)
- in Messico il 4 maggio 1939 (Los tres mosqueteros)
- in Danimarca il 26 giugno 1939 (Tre skøre musketerer)
- in Ungheria il 31 luglio 1939 (A három testőr)
- in Portogallo il 1º novembre 1939 (Os Três 'Mosquiteiros')
- in Danimarca il 5 maggio 1961 (redistribuzione)
- in Spagna (Los tres mosqueteros)
- in Grecia (Oi treis somatofylakes)
- in Brasile (Os Três Mosqueteiros)
- nel Regno Unito (The Singing Musketeer)
- in Polonia (Trzej muszkieterowie)
- in Italia (D'Artagnan e i tre moschettieri)

## Critica
Secondo il Morandini il film è "una parodia con molte canzoni,". Secondo Leonard Maltin il film è un "musical vigoroso piuttosto fedele al romanzo" con personaggi divertenti.